# Yoshida Bluff
Yoshida Bluff är en bergstopp i Antarktis. Den ligger i Östantarktis. Australien gör anspråk på området. Toppen på Yoshida Bluff är 2 050 meter över havet, eller 64 meter över den omgivande terrängen. Bredden vid basen är 4,5 km.
Terrängen runt Yoshida Bluff är kuperad åt sydost, men åt nordväst är den platt. Trakten är obefolkad. Det finns inga samhällen i närheten.